# Antonín Jiránek
Antonín Jiránek, psán také Anton Giranek či Giraneck (kolem roku 1712 Mladá Boleslav – 16. ledna 1761 Drážďany) byl český hudební skladatel.

## Život
Nejprve žil v Praze, později byl prvním houslistou královské kapely ve Varšavě. V závěru života žil a tvořil v Drážďanech. Byl vynikající houslista.

## Dílo
Komponoval převážně instrumentální koncerty. Jako houslista napsal řadu koncertů pro housle či flétnu, ale skládal koncerty i pro jiné nástroje. Většina jeho skladeb se dochovala v Německu. Jeden z flétnových koncertů byl nalezen v archivu kláštera v Rajhradě. Orchestrální trio bylo vydáno tiskem.